# لويس مارين ساباتير
لويس مارين ساباتير (بالإسبانية: Luis Marín Sabater)‏ (ولد في 4 سبتمبر 1906 في بلاد البشكنش، تاريخ الوفاة غير معروف) كان لاعب كرة قدم إسباني في الثلاثينيات والأربعينات من القرن العشرين الميلادي.
كان مهاجما لنادي ريال مدريد بين عامي 1936 و1941. قبل أن ينضم إلى ريال مدريد، كان يلعب في أتلتيكو مدريد.

## وصلات خارجية
- لويس مارين ساباتير على موقع الاتحاد الدولي (مؤرشف)  (الإنجليزية)
- لويس مارين ساباتير على موقع Soccerway.com (الإنجليزية)
- لويس مارين ساباتير على موقع عالم كرة القدم.نت (الإنجليزية)

- (بالإسبانية) Full list of Real Madrid players
- (بالإسبانية) Profile at LFP
- Luis Marín Sabater's profile at worldfootball.net